# Pseudo-Demócrito
Pseudo-Demócrito fue un filósofo griego no identificado, que escribió sobre temas de química y alquimia bajo el seudónimo de Demócrito. Fue el segundo escritor alquimista más respetado, después de Hermes Trismegisto. Han sobrevivido cuatro de sus libros, incluyendo Cuestiones Naturales y Secretas. Sus trabajos son citados extensamente por Zósimo de Panópolis y por los primeros escritores alquimistas medievales bizantinos, y es mencionado en el Papiro de Estocolmo.
En Cuestiones naturales y Secretas describe «Un arte, que pretende relatar la transmutación de los metales, descritos con una terminología a la vez física y mística»; el libro incluye recetas sencillas para hacer imitaciones de oro y plata.
La Suda menciona a un filósofo pitagórico de Mendes en Egipto, que escribió sobre maravillas, remedios potentes, y fenómenos astronómicos. También describe a un Bolus, filósofo de la escuela de Demócrito, que escribió Investigación, y Arte Médico, sobre «remedios médicos naturales». Pero, gracias a un párrafo de Columela, parece que ambos, Bolos de Mendes, y el seguidor de Demócrito, eran la misma persona, y parecen haber vivido en tiempo de Teofrasto, cuyo trabajo, De historia plantarum, parecen haber conocido.